# Kotsch (Spielfilm)
Kotsch ist ein österreichischer Spielfilm von Regisseur Helmut Köpping aus dem Jahr 2006, in dem es um Alf, gespielt von Christoph Theußl, Chris (Michael Ostrowski), Boris (Andreas Kiendl) und Dalli (Michael Fuith) geht, vier Freunde, die verbindet, dass sie mögliche Probleme in ihrem Leben um jeden Preis ausklammern wollen.
Helmut Köpping schrieb über seinen Film, er sei „eine wilde Mischung aus Witz und Drama, Kommentar und Comic, Routine und Überraschung geworden“. Er möge „die Wege ins Absurde, ins Surreale, ins Grausame und ins Abgründige“. Kotsch sei „ernst, ohne bedeutungsschwanger zu sein, und komisch ohne originell sein zu wollen“.

## Handlung
In der nicht sehr dynamischen steirischen Kleinstadt Fohnsdorf leben im Jahr 1999 die vier Freunde Alf, Chris, Boris und Dalli mit der schweigenden Übereinkunft, keine Probleme haben zu wollen. Die Männer, die alle Ende 20 sind, kennen sich seit frühester Kindheit und verschließen die Augen gekonnt vor der Realität und den Dingen, die sie dringend ändern sollten und entwickeln lieber diverse Strategien, die Zeit totzuschlagen. Sie vertreten die Devise, dass es im Prinzip egal sei, wo man sich befinde, solange man das mit den richtigen Leuten tue. Die jungen Steiermärker führen zwar ein eher langweiliges Leben, aus dem sie immer wieder versuchen – wenn auch halbherzig – auszubrechen, aber im Grunde wollen sie ihre Heimat gar nicht verlassen. In Österreich regiert die Große Koalition, in Fohnsdorf beseitigte der Fortschritt das ehemalige Bergwerk und brachte stattdessen ein großes Einkaufszentrum. Die Arbeitslosigkeit ist groß und viele ehemalige Bewohner haben den Ort inzwischen verlassen.    
Alf, der, wie er sagt, „vorübergehend“ wieder bei seiner Mutter lebt, hilft hin und wieder im Drogeriemarkt aus, in dem seine Mutter die Filialleiterin ist. Er war kurzfristig zum Studium von zu Hause weg, hat dieses aber abgebrochen. Chris, der Intellektuelle unter den Freunden, arbeitet im Trafik bei der alten Rautermutter. Er ist verbittert und zynisch und hängt in schwachen Momenten immer noch seiner einst angestrebten Künstlerkarriere nach. Boris hingegen, der als Kaufhausdetektiv tätig ist, verliert seinen Job, woran er jedoch selbst schuld ist. Er lebt mit seiner Freundin Gitti und dem gemeinsamen Kind Kevin zusammen. Er ist unzufrieden, kann sich aber nicht dazu durchringen, seine Situation zu ändern, aber auch nicht, ein Leben zu führen, dass seiner Verantwortung für Gitti und sein Kind gerecht wird. Dazu passt, dass er eine Affäre mit der Kellnerin Erni seines Stammlokals hat. Er träumt vom großen Ausbruch aber auch von einem Leben in einer kleinbürgerlichen Idylle. Dalli, der Vierte im Bunde und ein etwas behäbiger Typ, steht aufgrund dessen bei seinem Chef auf der Abschussliste. Er ist von der Pflichtschule direkt ans Fließband gewechselt. Er ist derjenige der vier Freunde, der eher geduldet als akzeptiert wird. Seine ausschweifenden Gedanken über Sport und die Welt nerven die anderen drei eher. 
Die Freunde zieht es immer wieder zu „Charlys Checkpoint“, wo sie beim Bier und mit seichten Witzen die Zeit totschlagen und am Stammtisch ab und an doch noch von großen Taten träumen. Ihre Rituale nutzen sich aber zusehends ab und ihre sexuellen Fantasien bleiben unerfüllt. 
Während eines großen Klassentreffens verändert sich dann plötzlich alles. Alf verliebt sich, versagt jedoch, als es darauf ankommt. Er ist der erste der vier, der die Notwendigkeit erkennt, etwas ändern zu müssen und bringt dadurch das fragile Gefüge der auf Wegsehen programmierten Vierer-Freundschaft ins Wanken. Chris gesteht sich ein, dass er eifersüchtig auf Boris ist, einerseits weil er selbst in Erni verliebt ist, andererseits aber auch wegen Alf, der sich bisher stets an ihm orientiert hatte, ihm nun aber durch Boris’ Einfluss immer mehr entgleitet. Es kommt zu unüberlegten Handlungen; aber noch einmal können die Vier den Schein wahren. Allerdings nur solange, bis Alf endlich die Initiative ergreift und das Gefüge zerbricht, indem er Fohnsdorf verlässt.

## Produktion

### Produktionsnotizen
Kotsch wird präsentiert von Lotus Film und dem Pool Filmverleih. Die Filmaufnahmen entstanden im Sommer und Herbst 2004 in der Steiermark. Die Produktionsleitung oblag Gilbert Petutschnig, gefördert wurde der Film vom Österreichischen Filminstitut, vom Filmfonds Wien, der Cinestryria Filmcommission und dem Fonds unter der Beteiligung des ORF anhand eines Film/Fernseh-Abkommens.

### Soundtrack
- Woam werdn, Text und Musik: Markus Binder und Sam Auinger; Vortrag: Attwenger
- Die Internationale von Pierre Degeyter, Arrangement Art Denissov; Vortrag: Bergkapelle Fohnsdorf
- Wunderwelt von und mit Klaus Pruenster
- Schubertlied: Ich wollt’ ich wär’ ein Fisch komponiert von Franz Schubert, Text: Johann Wolfgang von Goethe; Vortrag Michael Ostrowski, Andreas Kiendl, Michael Fuith und Christoph Theußl
- Dancefloor am Zeltfest und Breakdance mit Anna von und mit Art Denissov
- Chili con Carne, Text: Günter Brödl, Musik: Harry Pierron; Vortrag: Willi Resetarits (als Ostbahn-Kurti)
- Igentwie von Vinzenz Witzelsberger; Vortrag: Kollegium Kalksburg
- Reich mir die Hand mein Leben komponiert von Wolfgang Amadeus Mozart, Text: Lorenzo Da Ponte, Arrangement: Art Denissov; Vortrag: Christoph Theußl und Ursula Strauss
- Schubertlied: Seligkeit komponiert von Franz Schubert, Text: Ludwig Heinrich Christoph Hölty; am Piano: Erik Werba; Vortrag: Irmgard Seefried
- Kotsch Stimmung geschrieben und vorgetragen von Art Denissov
- Südseeträume von Ronald Iraschek, Gabi Kirsch und Bernhard Tragut; Vortrag: Rucki Zucki Palmencombo
- Vier Könige aus dem Morgenland geschrieben und vorgetragen von Art Denissov
- Winterstürme von Richard Wagner; Arrangement Art Denissov; Vortrag: Michael Fuith
- Fee und Emi Fujimori, geschrieben und vorgetragen von Art Denissov
- Isoldes Liebestod von Richard Wagner; Arrangement Art Denissov; Vortrag: Ursula Strauss
- Radetzky-Marsch komponiert von Johann Strauss (Vater); arrangiert und vorgetragen von Art Denissov
- Einbruch geschrieben und vorgetragen von Art Denissov
- Walkürenritt von Richard Wagner, geschrieben und vorgetragen von Art Denissov
- Die Moldau komponiert von Bedřich Smetana, geschrieben und vorgetragen von Art Denissov
- Torero-Marsch Auf in den Kampf Torero von Georges Bizet aus der Oper Carmen, vorgetragen von der Bergkapelle Fohnsdorf

### Veröffentlichung, Budget
Die Premiere des Films in Österreich war am 24. März 2006. Sie fand auf dem Diagonale Festival of Austrian Film statt. Am 28. April 2006 kam der Film dann in die österreichischen Kinos. In Russland wurde er am 23. Juni 2006 auf dem Moskauer Filmfestival vorgestellt.
Die Hoanzl Vertrieb GmbH gab den Film am 17. November 2006 auf DVD heraus.
Dem Film stand ein geschätztes Budget von 1.000.000 € zur Verfügung.

## Rezeption

### Kritik
Die Redaktion von Skip befand: Helmut Köppings Kotsch lebt von einem Schmäh, der mit der unwiderstehlichen Wucht einer ganzen Wagenladung voll Bockbier zwischen den Bildern hängt. So wie die grandiosen britischen Alltagskomödien der neunziger Jahre. Nur halt auf Steirisch.
Auf der Seite Querkariert wurde ausfgeführt: Kotsch kann als Versuch gelesen werden, lauwarmes, halbertes Vollgas darzustellen. Eigentlich geht es ja um nix. Aber wenn man genau hin sieht, geht’s eigentlich um alles: Frust, Schmähs, Freunde, Betrug, Missverständnisse, Helden, Philosophie im aller weitesten Sinne und Allzumenschliches. Nebenbei lernt man noch, wie man einen Taschenrechner (nicht) verkaufen soll. Und das alles in Fohnsdorf. Kult.
Die Kritik bei Filmtipps.at war durchaus positiv und bekam acht von zehn möglichen Überraschungseiern und das Fazit: „helmut köpping schafft es (sicher auch wegen des drehbuchs von gregor stadlober, einem gebürtigen fohnsdorfer) einen österreichischen film zu machen, der nicht von den alten bekannten des kabarettfilms lebt und dennoch lustig ist, ein film der nicht tief in die schwarze seele der wiener vorstädte blickt und dennoch über menschen erzählt die auch nicht immer glücklich sind. allein dafür ist ihm zu danken. da sieht man über das bisschen provinzialismus, das dem ganzen machwerk ohne jeden zweifel anhaftet gerne hinweg.“
Claus Philipp befasste sich in der in Wien erscheinenden Tageszeitung Der Standard mit dem Film und schrieb eingangs seiner Kritik, es tue sich nichts. „Das aber immer schneller. So in etwa“ könne „man die Grundstimmung beschreiben, die dieser Film paradigmatisch für das Vorwahl-Österreich des Jahres 1999“ entfalte. Philipp sprach davon, dass der „Fohnsdorfer Gregor Stadlober das Drehbuch mit bemerkenswerter Liebe zum Lokalkolorit“ geschrieben habe. Kotsch entwickle „als Tragikomödie beträchtlichen Abstand zu heimischen kabarettistischen Mustern“. Auch wenn die gestalterischen Mittel des Kinodebütanten Helmut Köpping noch limitiert gewesen seien, so habe er hier doch „einen kleinen Film“ vorgelegt, „in dem man gewissermaßen die Konturen einer größeren erzählerischen Abhandlung zur heimischen Befindlichkeit wahrnehmen“ könne. Das liege „zum einen am Drehbuch, das seine Charaktere (kongenial verkörpert von Christoph Theußl, Andreas Kiendl, Michael Ostrowski, Michael Fuith oder der großartigen Ursula Strauss) nicht auf Pointenproduktion“ reduziere. Es liege „an der Wahl eines kleinstädtischen Milieus und von Arbeitswelten, die im heimischen Spielfilm gerne übersehen“ würden. Kotsch sei ein „über weite Strecken sehr lustiger entfernter, mehrfach gebrochener Verwandter früher 80er-Jahre-Szenekomödien wie Niki Lists Malaria“.
Auf der Seite Lotus Film ging man die Kritik auf humoristische Weise an. Dort war zu lesen: „Kotsch ist die Kunst, auf tugendhafte Weise Zeit totzuschlagen – durch Konsum von Alkohol, Reden von Unsinn und Erfinden stets neuer sinnloser Spiele. Kotsch bedeutet auch, ungemein begabt und intelligent zu sein und es bloß niemanden merken zu lassen. Kotsch heißt sich zu verlieben und zu scheitern, heißt darauf warten, dass morgen alles super wird, wobei einem selbst die beste gute Fee nicht helfen kann. Kotsch ist das humorvolle Porträt einer Clique von Mittzwanzigern, die in einem winzigen Provinzkaff festsitzen, und erzählt auf charmante und kuriose Weise von den alltäglichen Absurditäten des Lebens.“
In Neil Young’s Film Lounge stellte man fest, dass der Film im Grunde genommen Quatsch sei, der Subtext aber oft überraschend (und faszinierend) melancholisch sei und der Film somit einen Blick wert. Künstlerische Regieansätze würden effektiv auf das angewendet, was leicht eine sehr breit angelegte Mainstream-Comedy-Messe hätte sein können. Nachteilig sei, dass der Film vom uninteressantesten des zentralen Trios (das gelegentlich zu einem losen Quartett werde) erzählt werde, da seine Freunde den Film dominieren würden. Der wichtigste unter ihnen sei der schlaksige, übergroße, rüpelhafte Schürzenjäger Boris (Andreas Kiendl), ein charismatischer Trottel, der allen die Show stehle. Running Gags und Insiderwitze gebe es zuhauf.
Der Filmfonds Wien stellte fest: „‚Kotsch‘ ist ein humorvolles Porträt über ein Bündel Teenager, die in einer kleinen Provinzstadt festsitzen. Auf charmante und kuriose Weise erzählt der Film von den Absurditäten des Lebens.“
In der Variety befasste sich Leslie Felperin mit dem Film, dem sie nicht allzu viel abgewinnen konnte. Zwar seien die ersten paar Szenen von Kotsch vielversprechend und enthielten auch ein paar gute Gags, aber danach lasse Regisseur Helmut Köpping in seinem Debütfilm den Ball fallen und die Dynamik verfliege trotz einiger netter und skurriler Einlagen. Der Film könne sich aber sicher durch ein paar Festivals „schlurfen“.

## Auszeichnungen
- Das Drehbuch von Kotsch wurde mit dem Carl Mayer-Drehbuchpreis ausgezeichnet.[2]
- Die Editoren Nina Kusturica und Bernhard Schmid wurden 2006 mit dem Diagonale Editing Award Österreichs in der Kategorie „Bester Schnitt in einem Feature-Film“ ausgezeichnet.
- Nominiert für den Undine Award 2006 war Christoph Theußl in der Kategorie „Bester junger Schauspieler in einem Kinospielfilm“